# Władysław Świder
Władysław Świder (ur. 5 maja 1907 w Czarnej Sędziszowskiej, zm. 4 października 1995 w Tarnowie) – polski duchowny katolicki, rektor Seminarium duchownego w Tarnowie w latach 1963–1966.
Pochodził z rodziny chłopskiej, był dziewiątym dzieckiem z jedenaściorga rodzeństwa. Maturę uzyskał w gimnazjum w Mielcu. Po święceniach 29 czerwca 1933 był wikariuszem w Kolbuszowej, a od 1 sierpnia 1938 w kościele w Mościcach (od 1951 dzielnica Tarnowa). Aresztowany przez gestapo 4 kwietnia 1943 pod zarzutem wystawiania metryk Żydom, był od 26 maja 1943 więźniem KL Auschwitz i od 4 września 1943 KL Dachau. Po wyzwoleniu 29 kwietnia 1945 r. przez Amerykanów pracował jako duszpasterz Polaków wywiezionych na roboty i byłych więźniów obozów w Niemczech.
Od 1949 roku studiował filozofię na Papieskim Uniwersytecie Gregoriańskim w Rzymie (licencjat); w 1958 r. wezwany do kraju, był katechetą w Mościcach, a od 1959 roku proboszczem w Lubczy. W latach 1963–1966 był rektorem Wyższego Seminarium Duchownego diecezji tarnowskiej, następnie, do emerytury – wykładowcą historii sztuki. Jego pogrzeb w rodzinnej miejscowości, z udziałem mieszkańców najdalszych okolic, prowadził biskup tarnowski Józef Życiński.
Oprócz pracy duszpasterskiej i dydaktycznej zajmował się historią i kulturą rodzinnych stron, prowadził badania archiwalne i terenowe na ten temat. Jego prace pozostają w maszynopisie. Zajmował się również malarstwem. Swój księgozbiór zapisał szkole w rodzinnej wsi, która od 2004 roku nosi jego imię.